# ナバーラ大学
ナバーラ大学（スペイン語: Universidad de Navarra, 英語: University of Navarra）またはナバラ大学は、スペイン・ナバラ州パンプローナに本部を置く私立大学。1952年、カトリック教会の属人区であるオプス・デイ創立者の聖ホセマリア・エスクリバーによって創設された。
パンプローナ、サン・セバスティアン、マドリード、バルセロナ、ドイツのミュンヘン、アメリカ合衆国のニューヨーク、ブラジルのサンパウロの7キャンパスに、14の学部、2の大学院、17の研究所、IESEビジネススクール、ISSA、他のセンターや研究機関があり、35の公式学位、13のダブル・ディグリー、38以上の修士プログラムを付与している。

## 歴史
1952年、オプス・デイ創立者のホセマリア・エスクリバーによって、現在のナバーラ大学に相当する教育機関が、ナバーラ一般学校(Estudio General de Navarra)として設立された。当時はイスマエル・サンチェス・ベリャの指導下にある8人の教授、48人の学生を持つ法律学校だった。創立者のエスクリバーは大学に移行する理想を語り、1955年に哲学部が、1958年に経営学大学院としてIESEビジネススクールが設立された。1960年8月6日、ナバーラ一般学校は大学化された。1964年にはIESEがハーバード・ビジネス・スクールと提携し、ヨーロッパで初めて2年制MBAプログラムを開始した。
医学部付属病院(CUN)を運営しており、2,045人の有資格専門家が毎年100,000人以上の患者を扱っている。また、2004年に開設された応用医学研究センター(CIMA)は、腫瘍学・病理生理学・神経科学・生物医学の4ジャンルに焦点を当てている。2012年にナバーラ大学のIESEビジネススクールは、ニューヨーク・タイムズの「世界のトップ50大学」において34位にランクインした。2015年にはパンプローナのキャンパスに、マリア・ホセファ・ウアルテ・ベアウモントによって大学に寄贈されたコレクションを収容する博物館が開館。建築家のホセ・ラファエル・モネオが建物の設計を担当した。博物館は異なる学部を結びつけ、大学の新しい中心地となることを目指している。

## キャンパス
2022年現在、13227人の学生が在籍しており、うち4154人は留学生である。9253人は学部生であり、2881人は修士課程在籍者であり、1093人は博士課程(PhD)在籍者である。ほとんどの学部はパンプローナに所在しているが、工学部はギプスコア県・サン・セバスティアンのテクヌンに所在しており、IESEビジネススクールはバルセロナ、マドリード、アメリカ合衆国のニューヨーク、ドイツのミュンヘン、ブラジルのサンパウロに所在している。
IESEは世界トップクラスのビジネススクールであり、エコノミスト誌のMBAランキングでは2005年・2006年・2009年に世界第1位を獲得した。フィナンシャル・タイムズ紙のMBAランキングでは2011年・2012年に世界第9位となり、2013年には世界第7位となった。フィナンシャル・タイムズ紙のエグゼクティブMBAランキングでは2012年に世界第1位となった。

## 開設学部

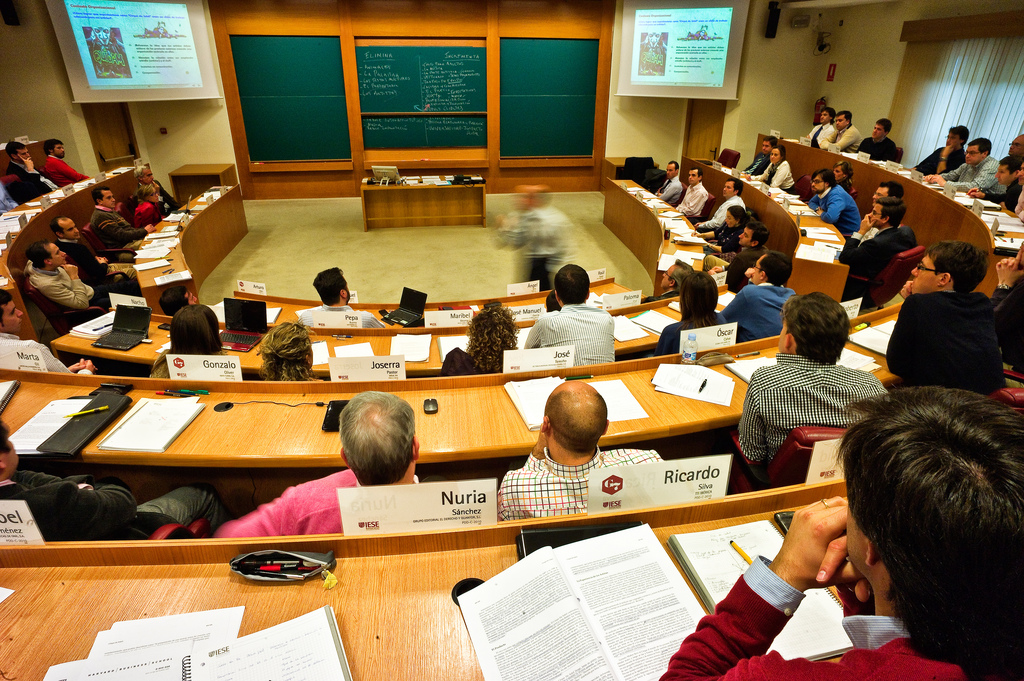
IESEビジネススクール

- 法学部
- 教会法学部
- 神学部
- 哲学部
- 人文科学部
- 経済学・経営学部
  - IESEビジネススクール
- 工学部
- 建築学部
- 医学部
- 薬学部

## 出身者
- ラモン・カルデロン - 弁護士。レアル・マドリード会長。
- クブラト・サクスコブルクゴツキ - 医師。
- ペドロ・モレネス - 実業家・官僚・政治家。
- ミゲル・サンス - 政治家。
- ジョランダ・バルシーナ - 薬学者・政治家。
- ウシュエ・バルコス - 政治家。
- 東谷穎人 - 日本のスペイン文学者。
- 有本紀明 - 日本のスペイン文学者。